# لامان، خاچماز
لامان (به ترکی آذربایجانی: Laman) یک منطقه مسکونی در جمهوری آذربایجان است که در شهرستان خاچماز و در دهیاری قاراچی واقع شده است.